# Robert Bogue
Robert Timothy „Rob” Bogue (ur. 27 sierpnia 1964 roku w Minden, Nebraska) – amerykański aktor filmowy, telewizyjny i głosowy. Występował w roli AC Malleta w operze mydlanej Guiding Light.

## Życiorys
Robert Bogue urodził się 27 sierpnia 1964 roku w Minden, w stanie Nebraska. Jest najmłodszym z trzech braci. Był wychowywany w Hays w Kansas, a także w Richmond w Kentucky. Ukończył Phi Beta Kappa Society w Colorado College. Popularność przyniosła mu rola AC Malleta w słynnej operze mydlanej Guiding Light.

## Role głosowe
Poza swoimi rolami w filmach i serialach Bogue ma na swoim koncie kilka ról głosowych. Użyczył głosu m.in. Redowi Harlowowi w grach Red Dead Revolver i Red Dead Redemption, Troyowi w grze Grand Theft Auto: The Ballad of Gay Tony i Steve’owi Hainesowi w grze Grand Theft Auto V. Wszystkie te gry zostały wyprodukowane przez Rockstar Games.

## Życie prywatne
W latach 1996–2008 był żonaty z Anouk Dirkse, z którą ma dwójkę dzieci. Od 2011 roku jest związany z Mandy Bruno, z którą ma jedno dziecko.
Ma 185 cm wzrostu.